# Вилле (коммуна)
Вилле (фр. Villé) — коммуна на северо-востоке Франции в регионе Гранд-Эст (бывший Эльзас — Шампань — Арденны — Лотарингия), департамент Нижний Рейн, округ Селеста-Эрстен, кантон Мюциг. До марта 2015 года коммуна являлась административным центром одноимённого упразднённого кантона (округ Селеста-Эрстен).
Площадь коммуны — 2,84 км², население — 1676 человек (2006) с тенденцией к росту: 1822 человека (2013), плотность населения — 641,6 чел/км².

## Население
Население коммуны в 2011 году составляло 1828 человек, в 2012 году — 1825 человек, а в 2013-м — 1822 человека.
| 1962 | 1968 | 1975 | 1982 | 1990 | 1999 | 2006 | 2008 | 2011 | 2012 | 2013 |
| ---- | ---- | ---- | ---- | ---- | ---- | ---- | ---- | ---- | ---- | ---- |
| 1326 | 1422 | 1530 | 1616 | 1550 | 1743 | 1676 | 1796 | 1828 | 1825 | 1822 |

Динамика населения:

## Экономика
В 2010 году из 1172 человек трудоспособного возраста (от 15 до 64 лет) 878 были экономически активными, 294 — неактивными (показатель активности 74,9 %, в 1999 году — 74,0 %). Из 878 активных трудоспособных жителей работали 783 человека (431 мужчина и 352 женщины), 95 числились безработными (50 мужчин и 45 женщин). Среди 294 трудоспособных неактивных граждан 70 были учениками либо студентами, 116 — пенсионерами, а ещё 108 — были неактивны в силу других причин.

## Достопримечательности (фотогалерея)

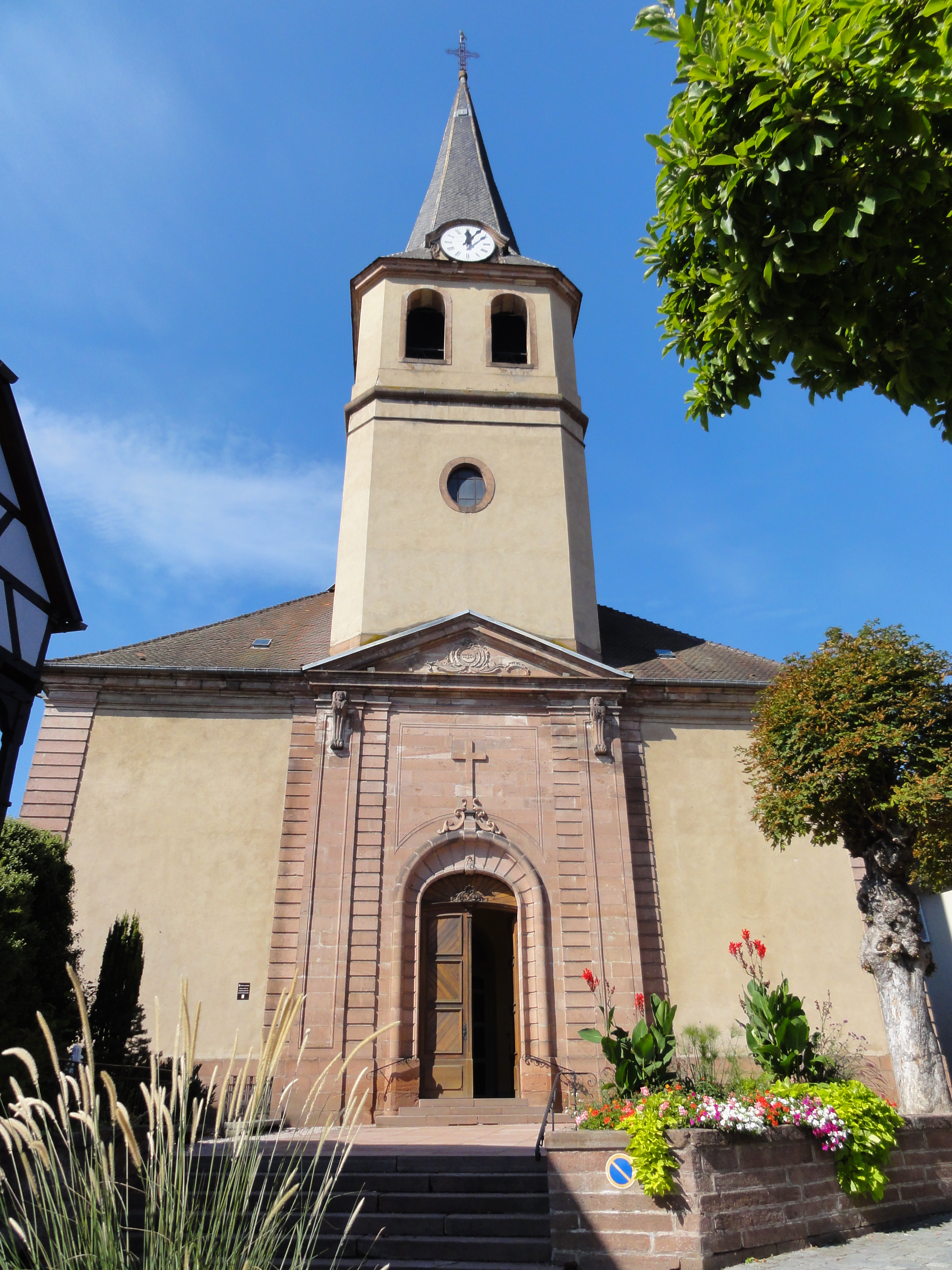
Церковь Нотр-Дам
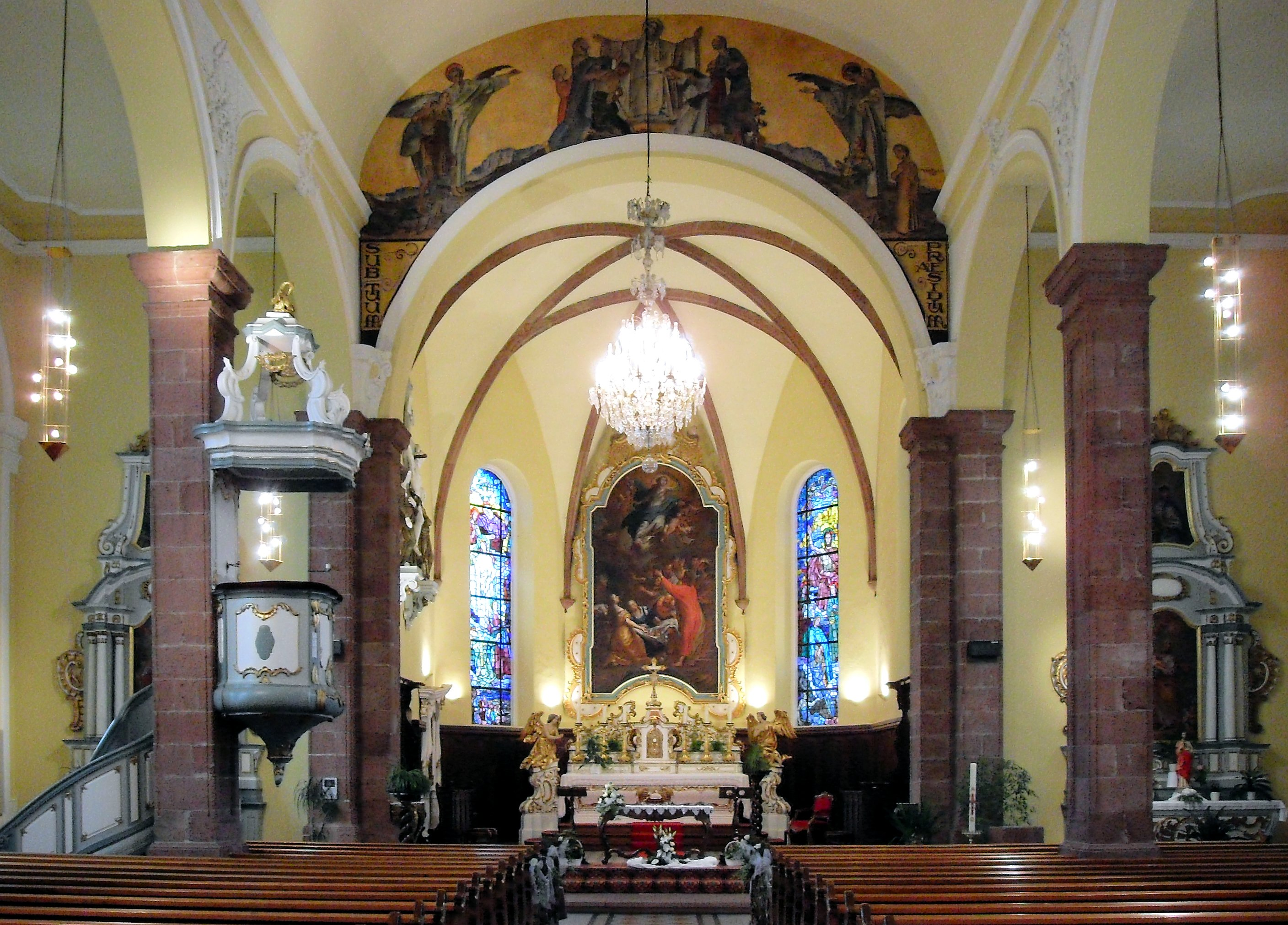
Интерьер, вид на алтарь
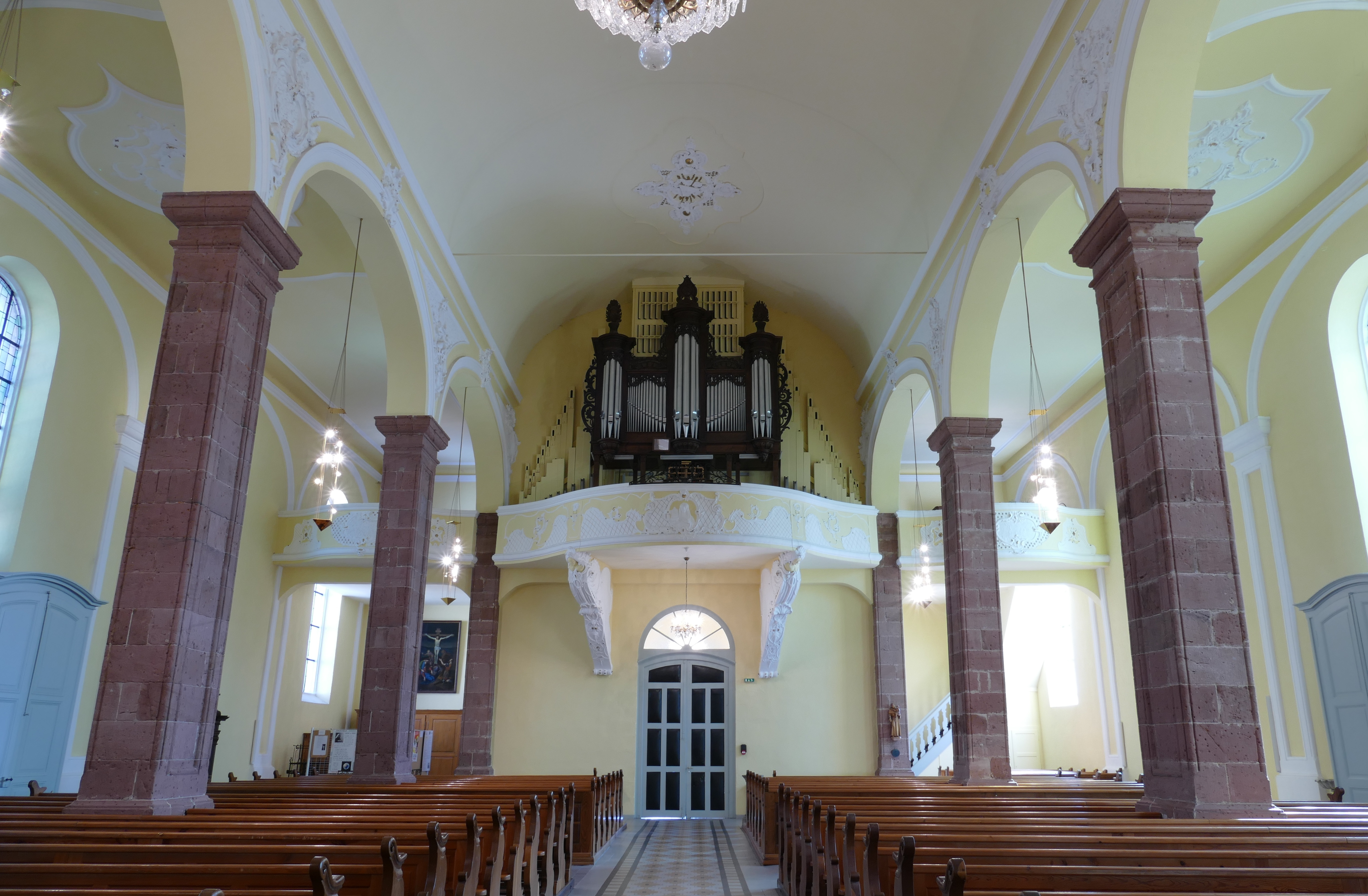
Интерьер, вид на орган
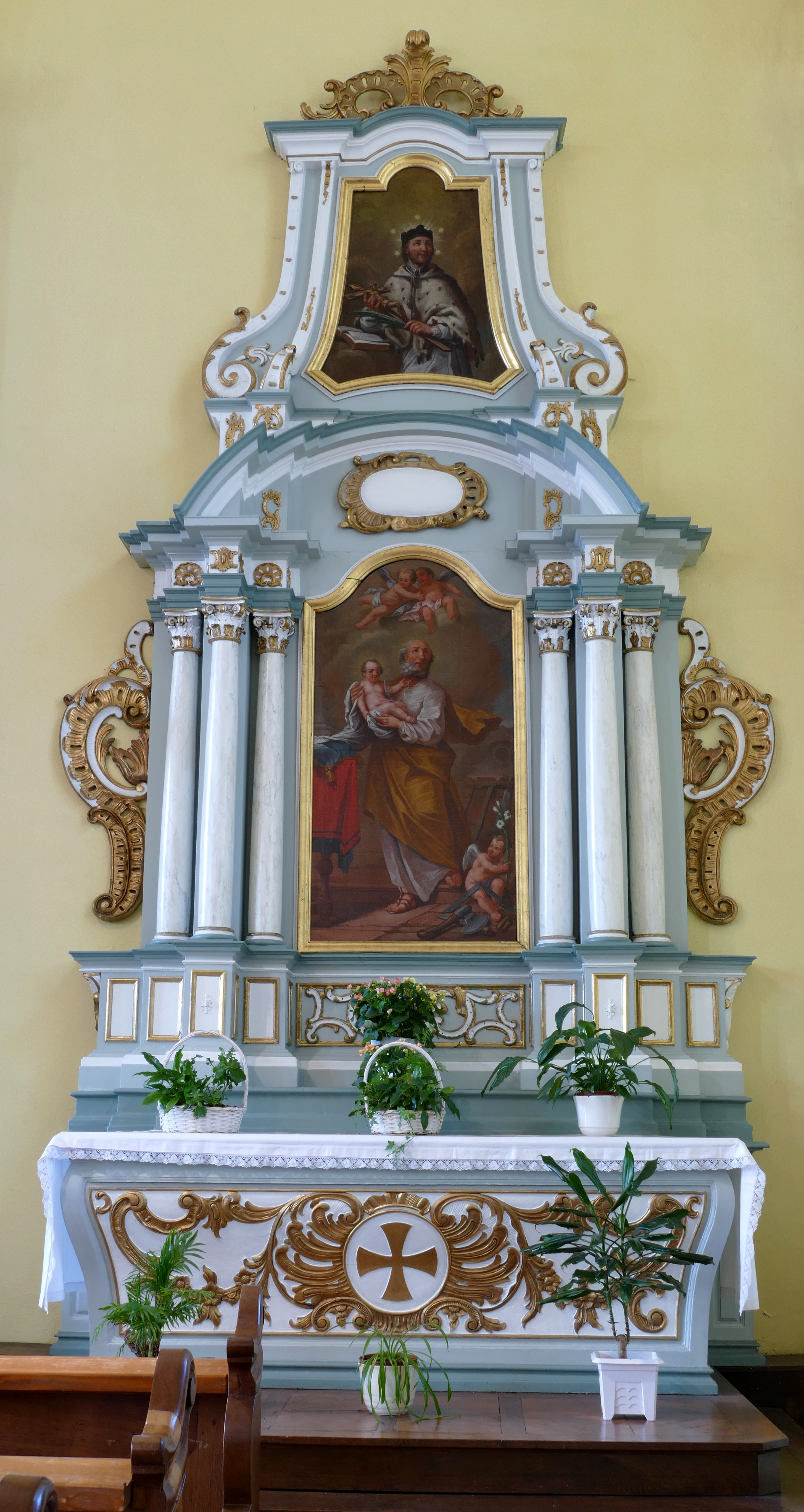
Икона рядом с алтарём
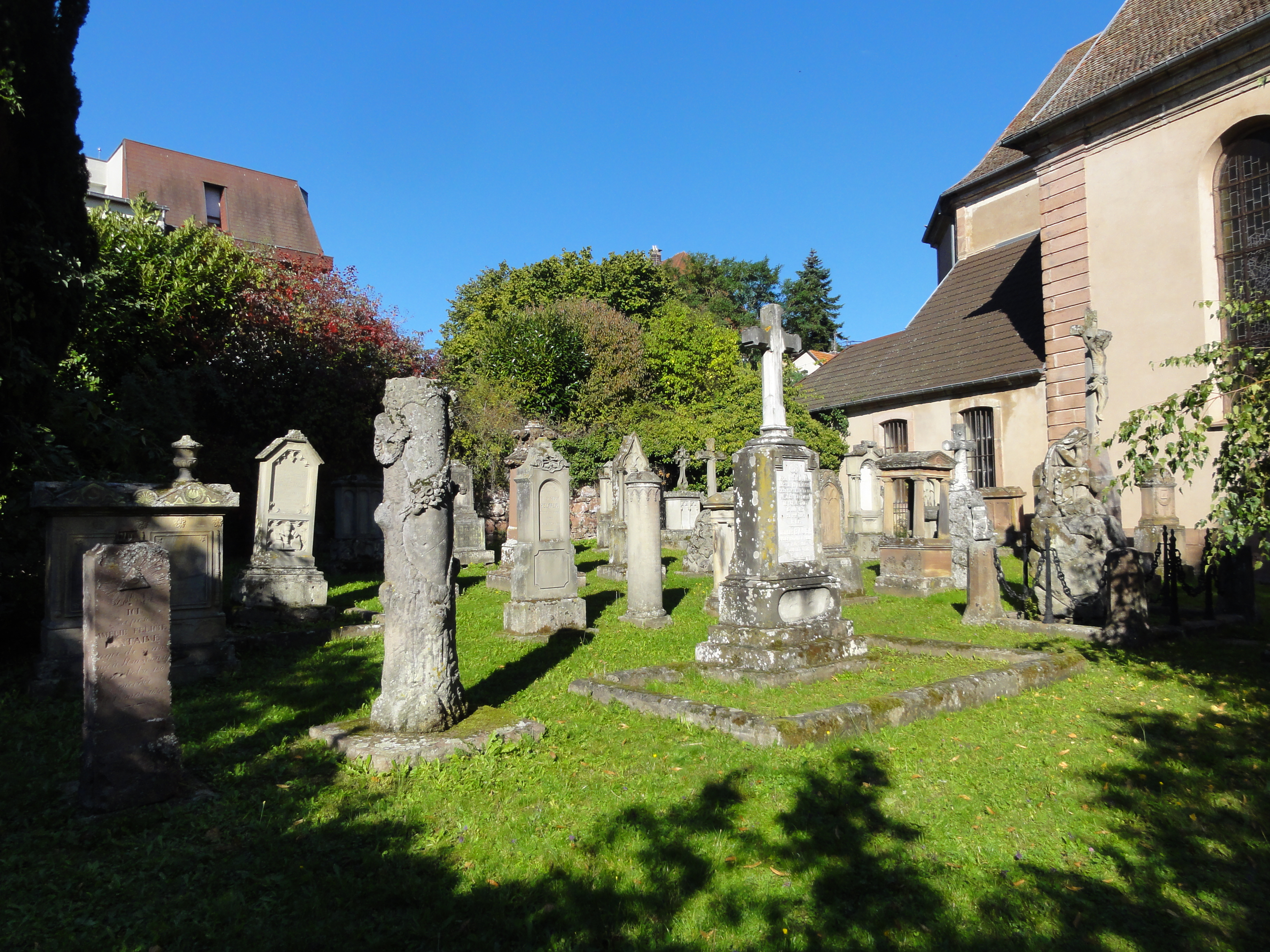
«Кладбище бюргеров» в ограде церкви Нотр-Дам
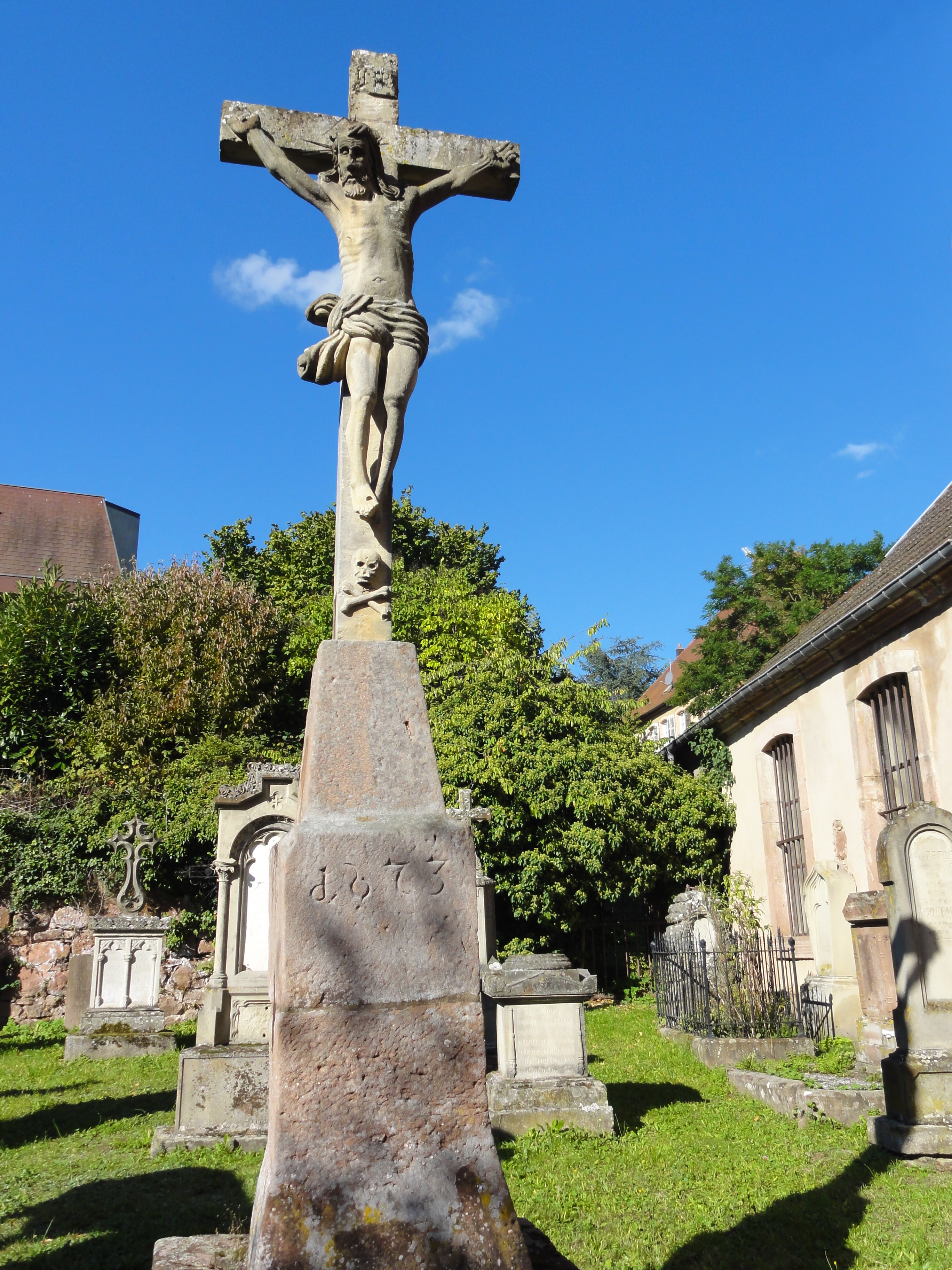
Распятие на кладбище
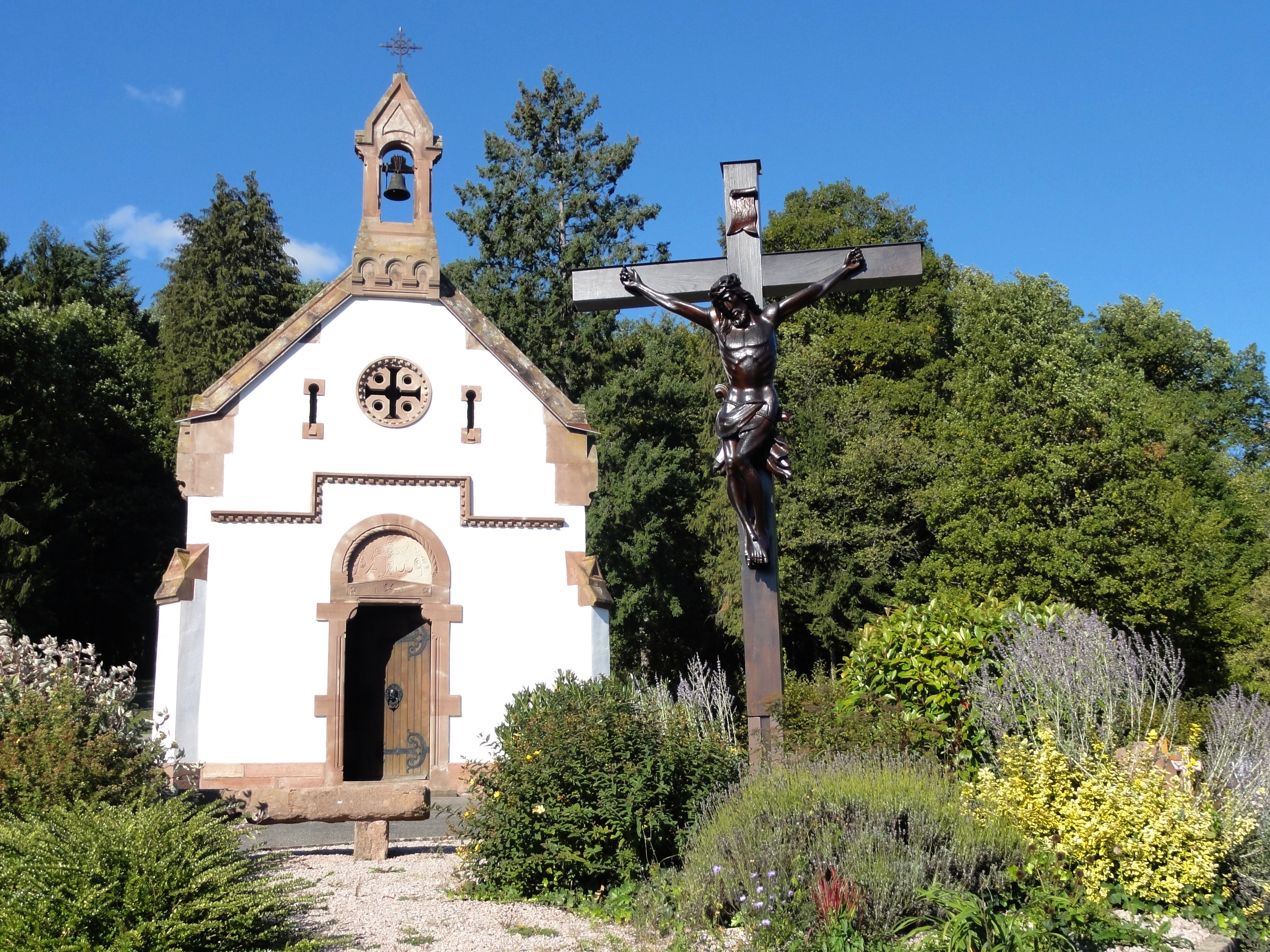
Часовня и распятие на новом кладбище
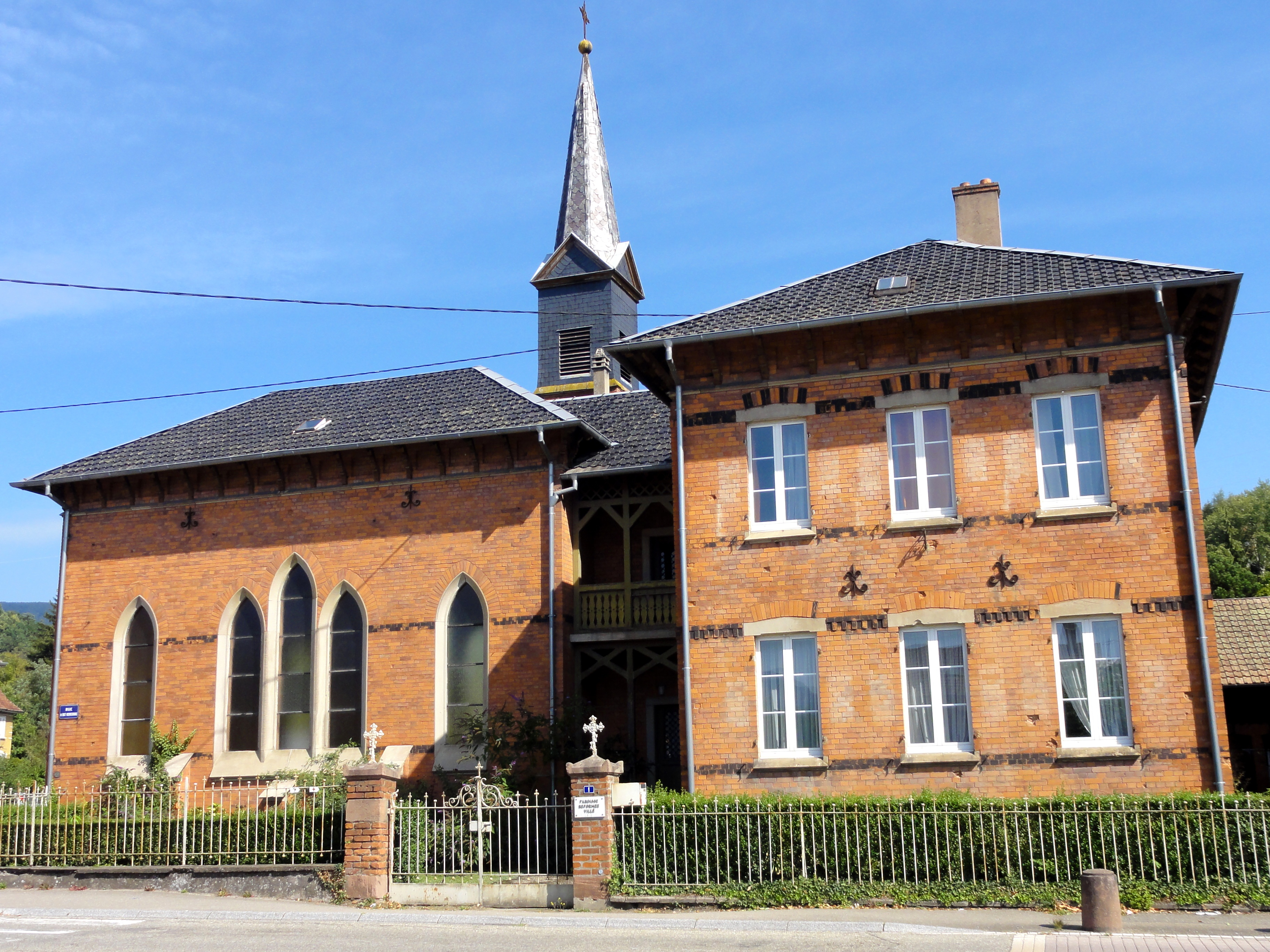
Реформатская церковь и дом священника
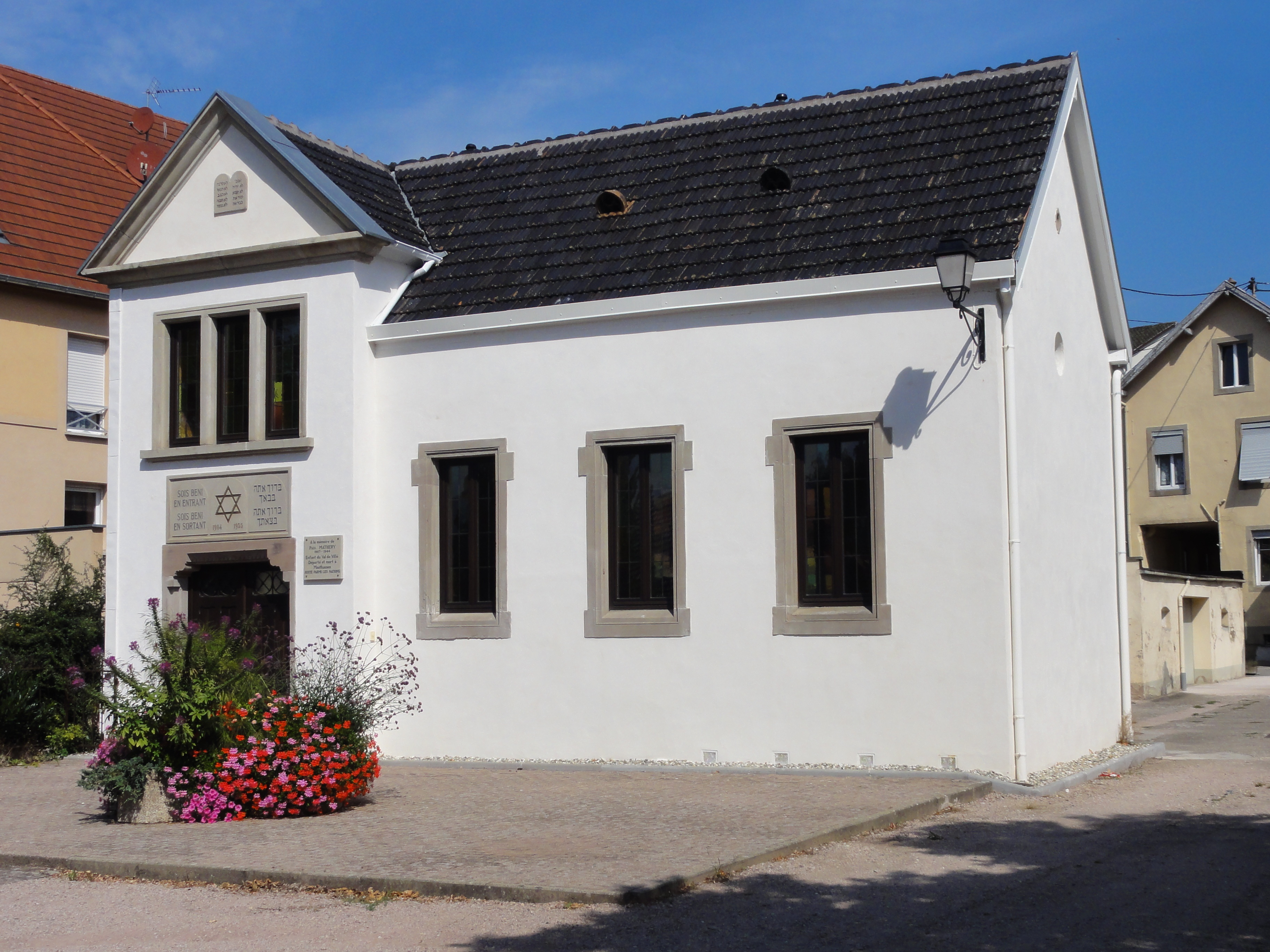
Синагога
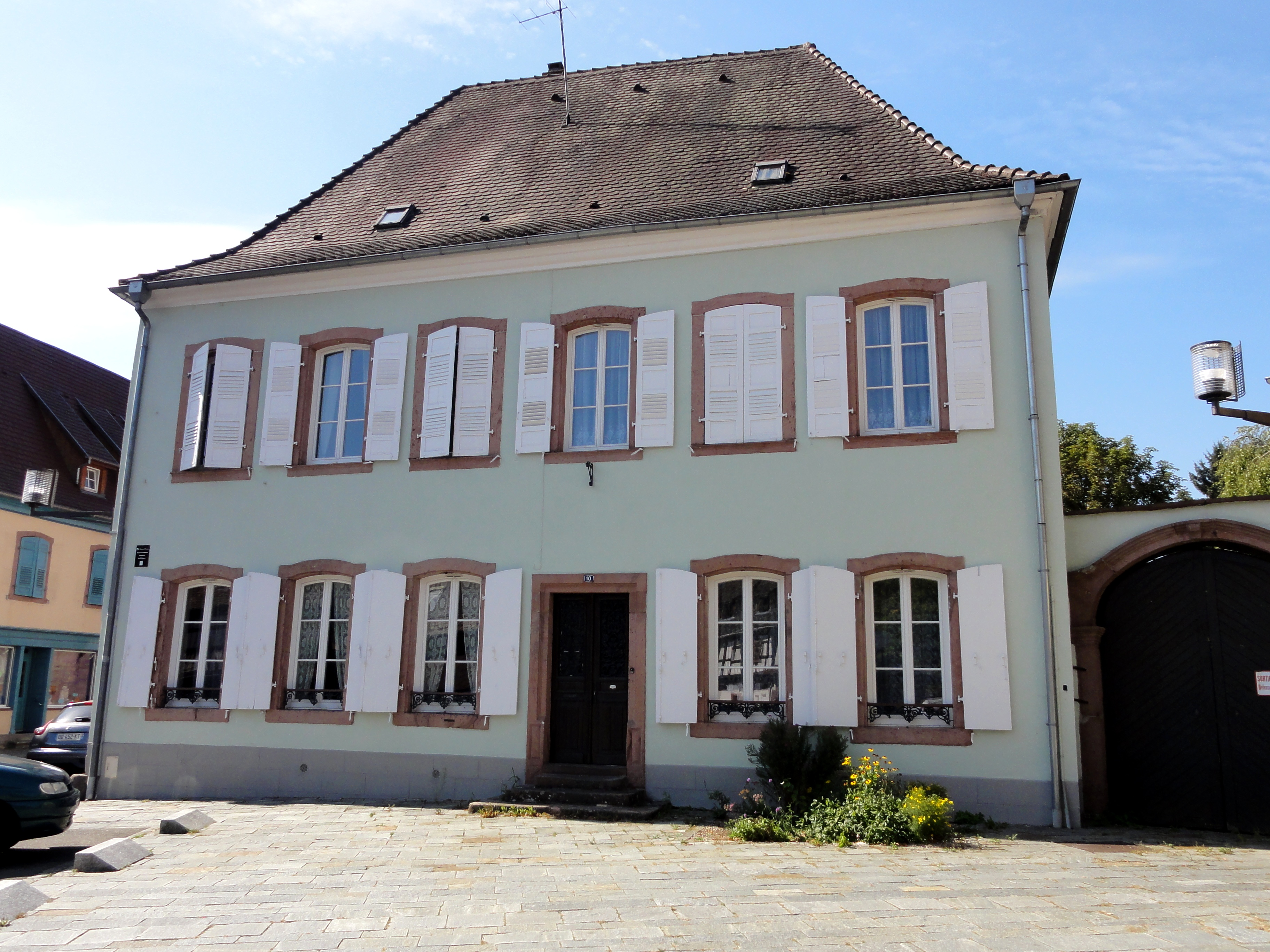
Частный отель d'Ornano
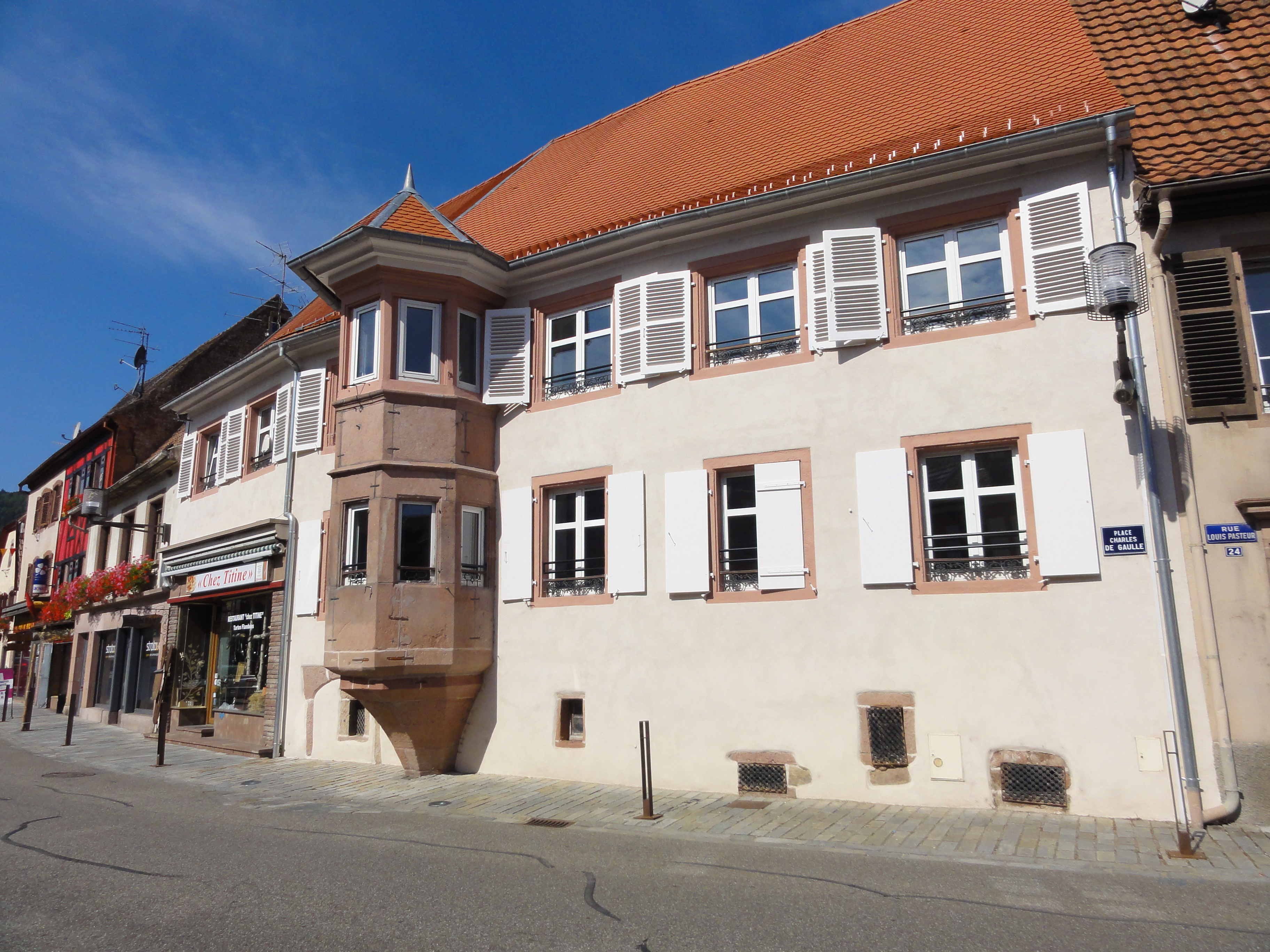
Старый дом на рыночной площади
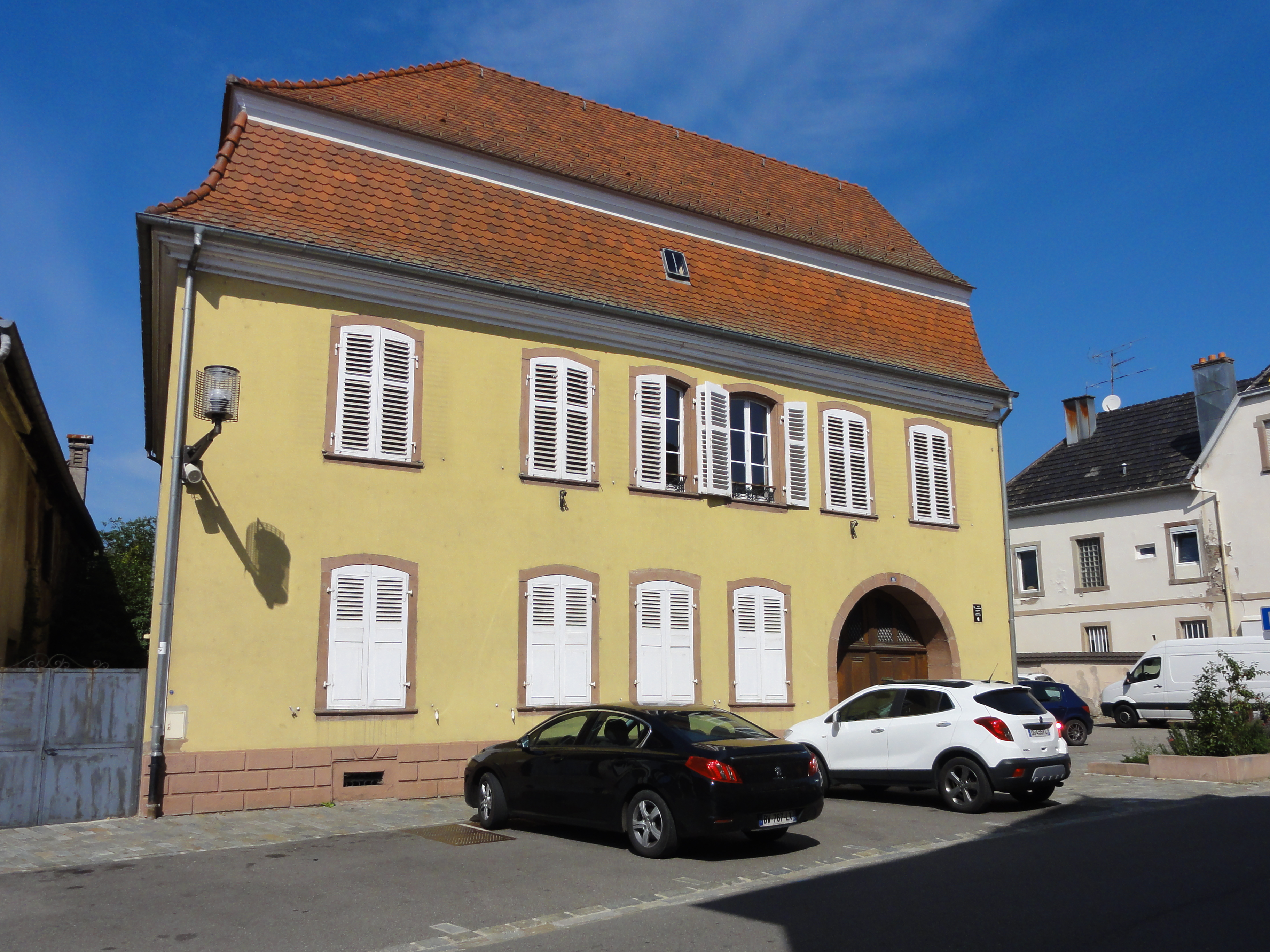
Особняк по улице Луи Пастера, 16
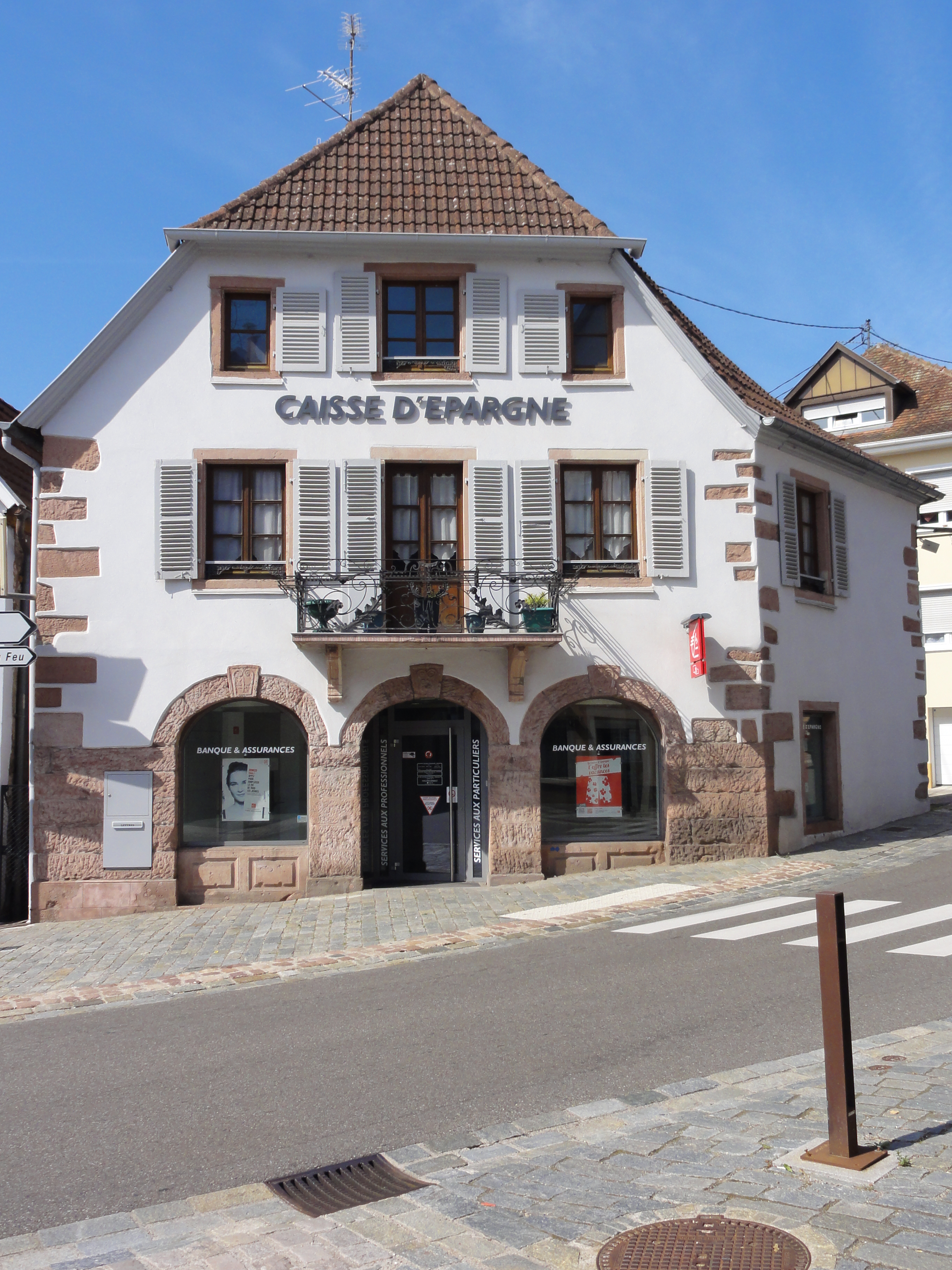
Дом торговца по улице Освобождения, 1
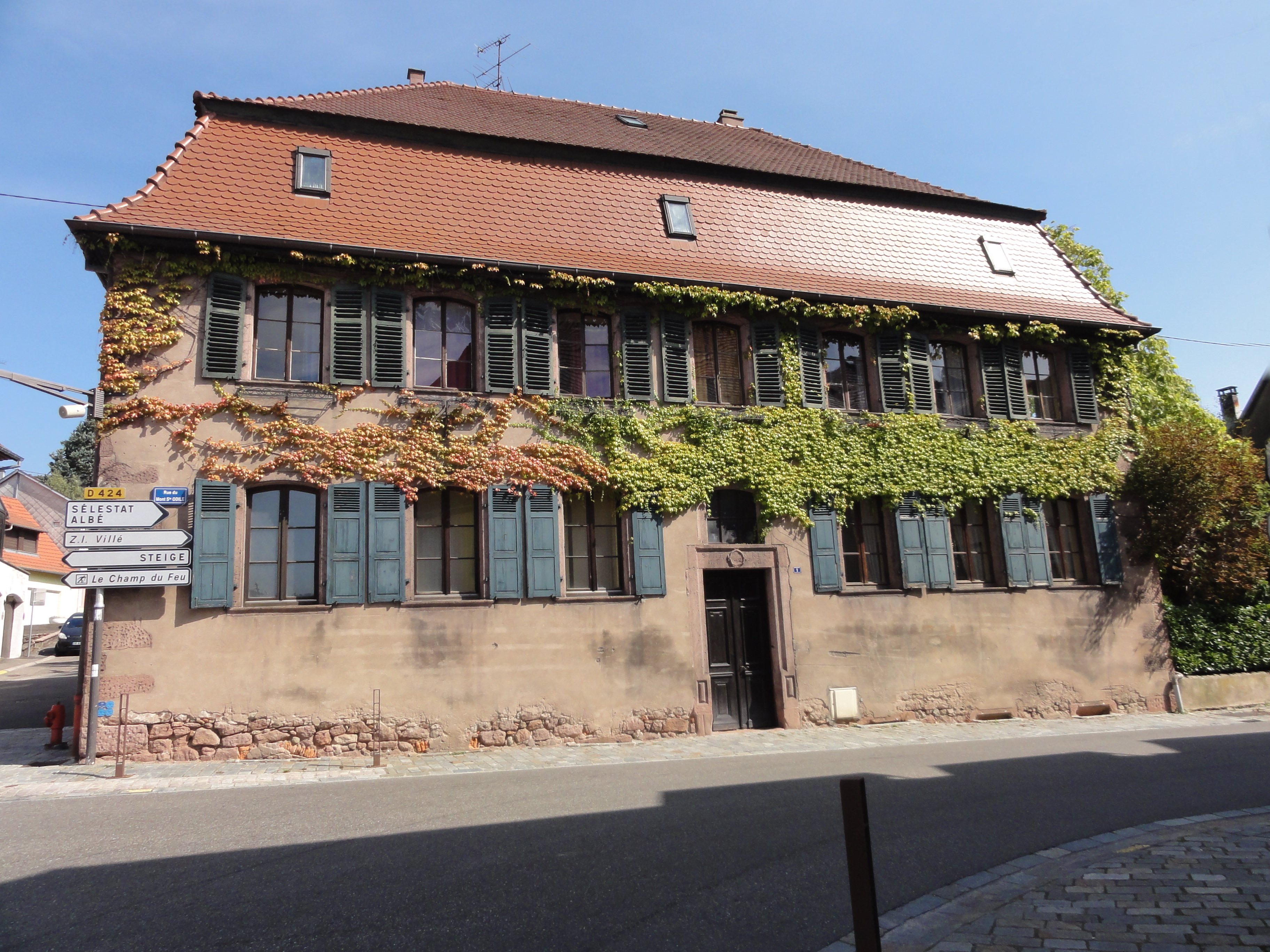
Здание старого почтового отделения по улице Мон-Сент-Одиль, 1
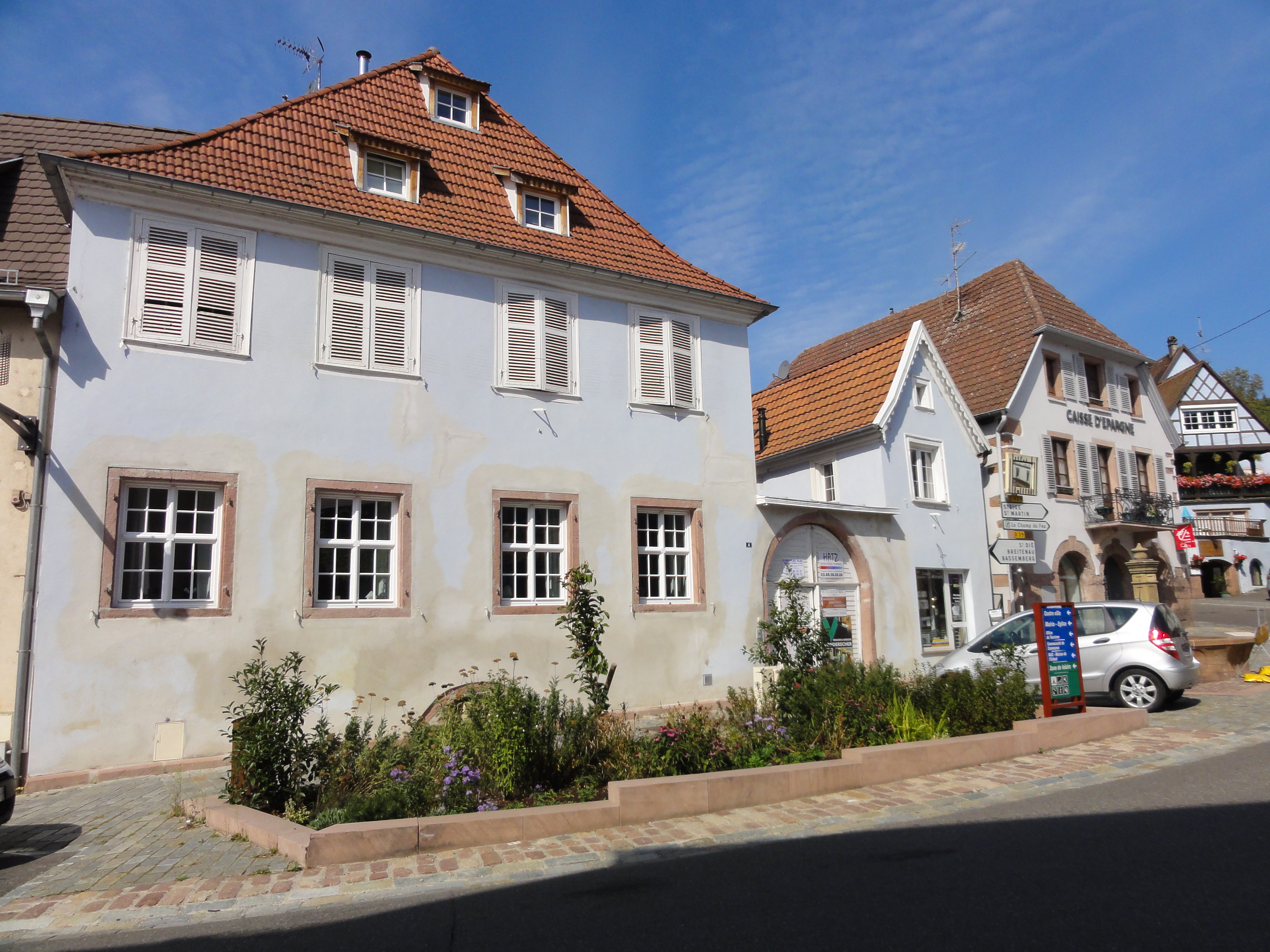
Старый дом по улице Луи Пастера, 4-2
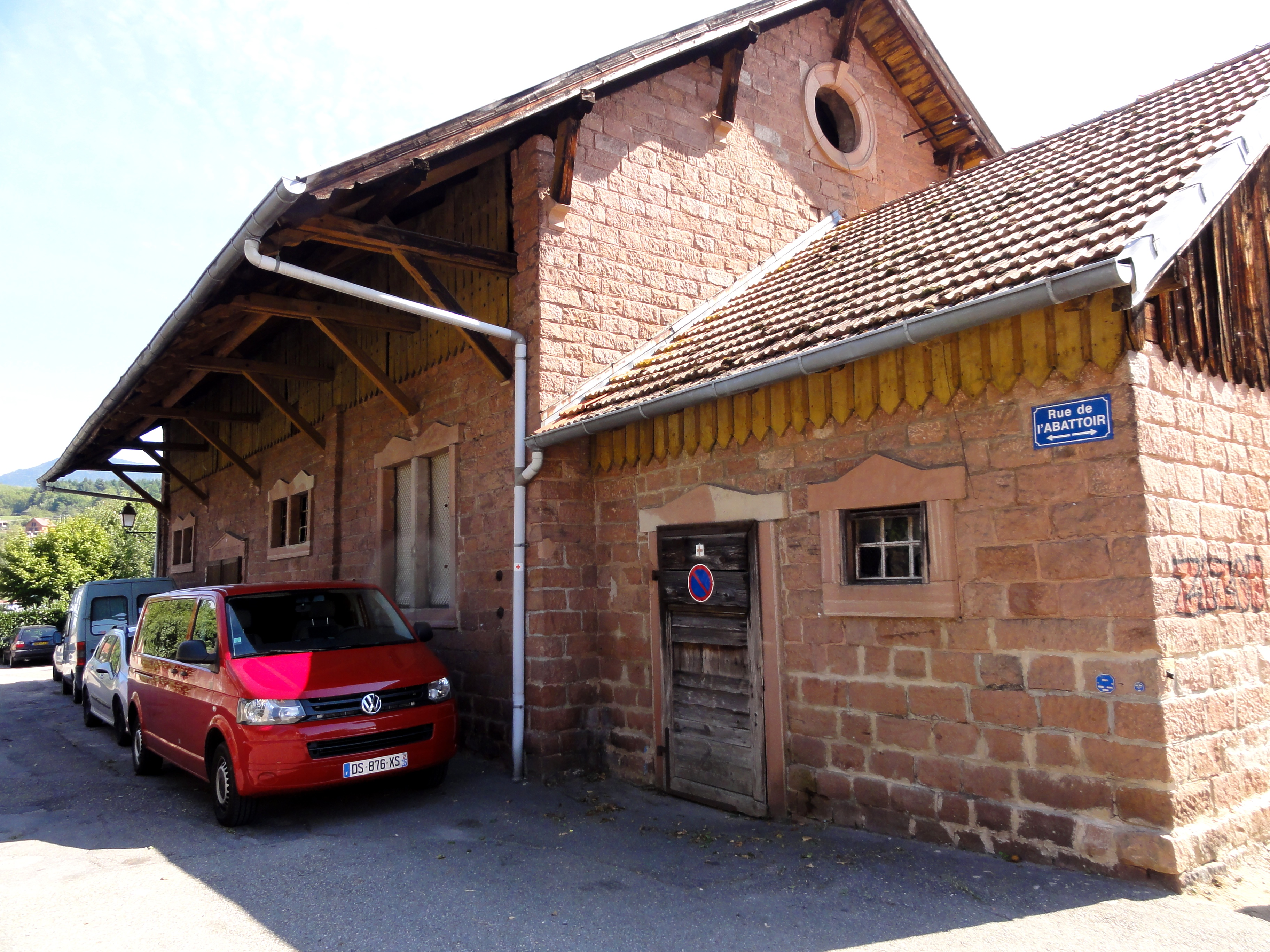
Помещение бывшей бойни по улице Бойни, 11